# Fado Tropical
"Fado Tropical" é uma canção do músico e compositor brasileiro Chico Buarque. Lançada no álbum Chico Canta, de 1973, ela possui um trecho declamado pelo poeta moçambicano Ruy Guerra e é parte da trilha sonora da peça Calabar: o Elogio da Traição.
Sua letra tece uma crítica à colonização portuguesa e faz referência à ditadura militar no Brasil e à ditadura salazarista, esta última recentemente suplantada pela Revolução dos Cravos.